# Pacific Highway (Australien)
Der Pacific Highway ist eine Fernverkehrsstraße im Osten des australischen Bundesstaates New South Wales. Er verbindet den Bradfield Highway und den Warringah Freeway in North Sydney mit dem Pacific Motorway und dem Gold Coast Highway in Tweed Heads an der Grenze zu Queensland. Zusammen mit dem Pacific Motorway bildet die Straße eine 1.025 km lange Verbindung von Sydney und Brisbane entlang der Ostküste Australiens, die Teil des australischen National Highway 1 ist.

## Verlauf

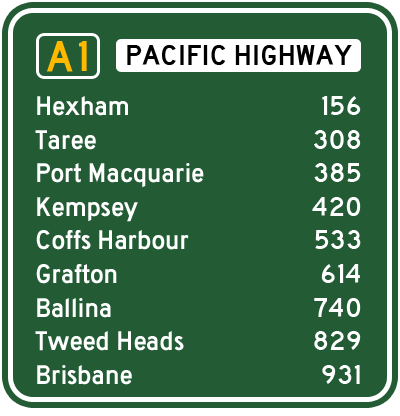
Entfernungsangaben am Pacific Highway von Sydney aus

Der Pacific Highway beginnt in Sydney unmittelbar am nördlichen Ende der Sydney Harbour Bridge als Fortsetzung des Bradfield Highway (Met-1), welcher über die Brücke führt. Der Pacific Highway verläuft in nordwestlicher Richtung durch die Vororte von Sydney, bis er bei Hornsby nach Norden dreht. Er passiert die Nationalparks nördlich der Metropole und in der Folge schlängelt sich der Highway durch mehrere Orte der Central Coast bis nach Newcastle. Entlang dieser Strecke verläuft seit einigen Jahren parallel der Sydney-Newcastle Freeway (M1), wodurch der Pacific Highway und die Bewohner der angrenzenden Städte auf diesem Abschnitt stark vom Durchgangsverkehr entlastet wurden.
Auf der Höhe von Newcastle zweigt der New England Highway (N15) ins Landesinnere ab. Nördlich von Newcastle schlängelt sich der Pacific Highway weiter entlang der Küste. Wichtige Orte, die passiert werden, sind Taree, Port Macquarie, Kempsey, Coffs Harbour, Grafton, Ballina und Murwillumbah, bevor sie in Tweed Heads, an der Grenze zu Queensland, endet.
Die letzten 100 km nach Brisbane führt der Pacific Motorway (M1) den Pacific Highway fort. Die alte Strecke entlang der Küste heißt heute Gold Coast Highway (S2)

## Nummerierung
- ohne Nummer von North Sydney bis Lane Cove (Sydney)
- von Lane Cove (Sydney) bis Wahroonga (Sydney)
- von Wahroonga (Sydney) bis Blue Haven
- von Blue Haven bis Hexham
- von Hexham bis Tweed Heads

## Ausbau
Der Pacific Highway gilt als eine der gefährlicheren Strecken in Australien, und jedes Jahr kommt es zu vielen Unfällen mit mehreren Opfern. Dies ist in der Geschichte dieser Straßenverbindung begründet. So war der Pacific Highway bis 1996 nicht Teil des australischen Highway-Systems, und somit wurde nur wenig Geld für die Instandhaltung der Straße ausgegeben. An einen Ausbau der Straße zu Highway-Standard oder gar mehrspurige Straßen war bis dahin nicht zu denken.
Erst seit 1997 gibt es ein Übereinkommen zwischen der Regierung des Bundesstaates New South Wales und der Bundesregierung in der Hauptstadt Canberra, was die Finanzierung der Instandhaltung und des Ausbaus der Straßen sichert. In Queensland war dies weniger problematisch, da durch die Entwicklung der Gold Coast genügend finanzielle Mittel zur Verfügung standen, um den neuen Pacific Motorway bauen zu können.
Auch in New South Wales gibt es Fortschritte und etwa die Hälfte der Strecke des Highways wurde bis 2010 ebenfalls zu einer vierspurigen Straße ausgebaut. Für den weiteren Ausbau gibt es ein Programm mit gesicherter Finanzierung bis zum Jahr 2016, Pläne für den teilweise sechsspurigen Ausbau des Highways reichen bis ins Jahr 2025.

## Quelle

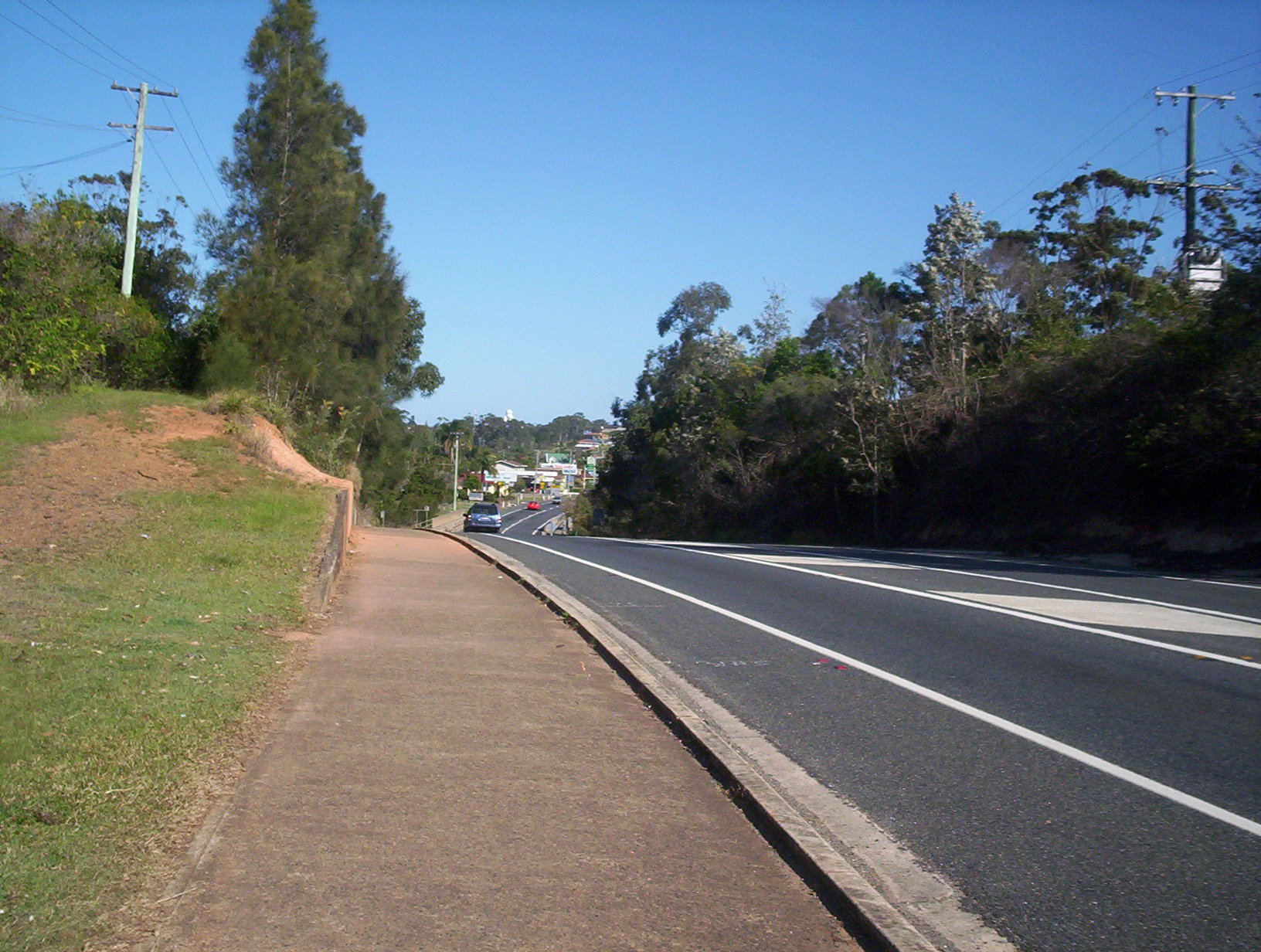
Pacific Highway bei Woolgoolga

- Steve Parish: Australian Touring Atlas. Steve Parish Publishing, Archerfield QLD 2007, ISBN 978-1-74193-232-4, S. 22, 23, 25, 27, 29 (englisch).